# Saint-Pryvé Saint-Hilaire Football Club
Maillots
Actualités
Dernière mise à jour : 24 octobre 2024.
Le Saint-Pryvé Saint-Hilaire Football Club est un club français de football fondé en 2000 et basé à Saint-Pryvé-Saint-Mesmin (Loiret).
Le SPSHFC démarre au second échelon régional. Sous les ordres de Fabien Croze, le club connaît trois montées en quatre saisons et découvre le niveau national (CFA 2) en 2005-2006. L'équipe améliore son classement petit à petit et obtient sa promotion en CFA en 2010. Après une seule saison, le club retrouve la cinquième division où il se maintient chaque année jusqu'en 2017. Lors de l'exercice 2016-2017, les Loiretains remportent leur poule et montent en D4, renommée National 2.
L'équipe fanion joue ses matchs au stade du Grand-Clos, et évolue en bleu à domicile. Celle-ci fut entraînée par Baptiste Ridira entre 2016 et 2024, ce dernier ayant été recruté à la fin de la saison par le Dijon FCO. Le club a rapidement rebondit en nommant comme entraineur son adjoint depuis toujours, Mathieu Pousse. L'équipe participe au championnat de National 2 pour la saison 2024-2025.
| N° | Nat.                              | Poste | Nom du joueur        |
| -- | --------------------------------- | ----- | -------------------- |
|    | Drapeau de la Mauritanie          | D     | Abdoulkader Thiam    |
|    | Drapeau de la France              | A     | Sonny Degert         |
|    | Drapeau de la France              | G     | Allan Hunou          |
|    | Drapeau de la France              | D     | Gabriel Osei Yaw     |
|    | Drapeau de la Guinée-Bissau       | A     | Ikauar Mendes        |
|    | Drapeau de l'Italie               | M     | Mario Fortunato      |
|    | Drapeau de la France              | A     | Thomas Gautier       |
|    | Drapeau de la Guinée              | D     | Moussa Kaba          |
| 15 | Drapeaux de la Nouvelle-Calédonie | A     | Georges Gope-Fenepej |
| 24 | Drapeau du Burkina Faso           | M     | Florent Rouamba      |

## Histoire

### Genèse

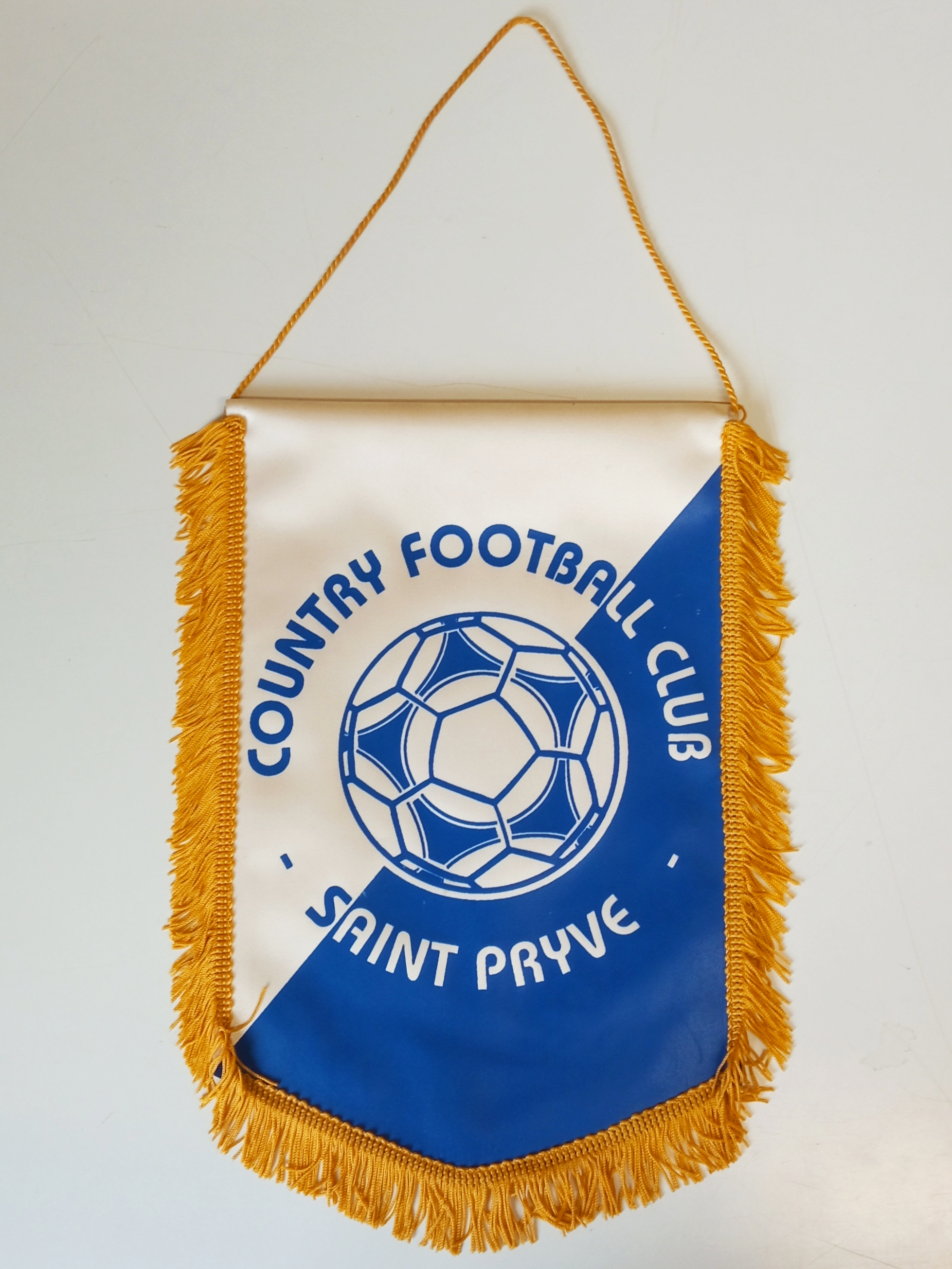
Fanion du Country FC Saint-Pryvé.

Au terme de la saison 1998-1999, le Saint-Pryvé CFC est promu en Promotion de Ligue (4e division régionale).

### Croissance rapide (2000-2005)

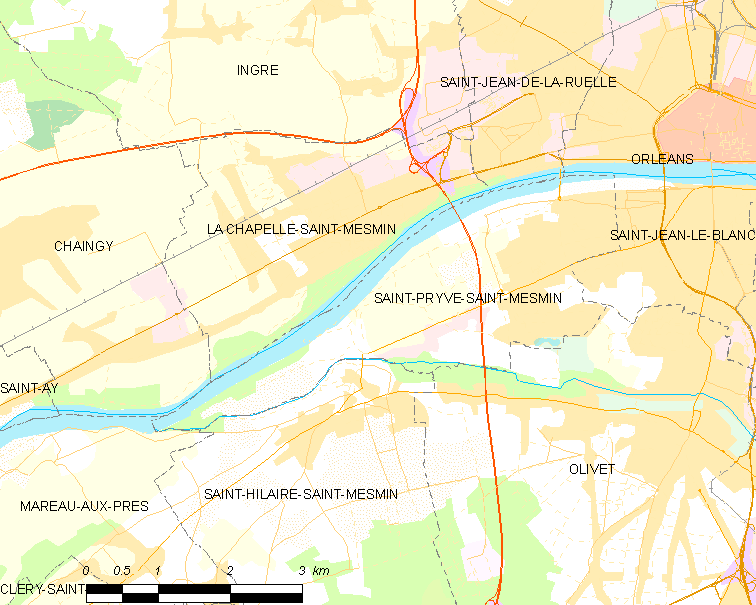
Carte montrant les positions de Saint-Hilaire et Saint Pryvé.

Le Saint-Pryvé Saint-Hilaire FC naît en mai 2000. Il est issu de la fusion de l'« Union sportive de Saint-Hilaire-Saint-Mesmin » (créée en 1966) et du « Saint Pryvé Country Football Club » (1984),.
Le club connaît une progression rapide avec trois promotions en cinq ans. L'équipe monte au niveau régional (Promotion de Ligue) en 1998 et en Promotion Honneur à partir de la saison 1999-2000. Le SPSHFC se hisse ensuite en Division Honneur Régionale en 2002 et enchaîne avec la promotion en Division Honneur au terme de la saison 2002-2003.

### Montée jusqu'en CFA (2005-2011)
En 2005-2006, pour sa première saison en CFA 2, l'équipe toujours entraînée par Croze se maintient rapidement avec une sixième place finale. L'exercice suivant est plus laborieux avec un seul point d'avance sur le barragiste en fin de championnat. Le groupe se reprend la saison suivante avec une seconde place du groupe F avec la seconde meilleure attaque. Les Loiretains sont cependant à douze points du premier, seul promu. Fabien Croze quitte le club à la fin de cette saison 2007-2008. Arrivé en 2005 comme joueur, Vincent Bordot cumule avec la fonction d'entraîneur en 2008-2009. L'équipe obtient la huitième position, à sept points du premier relégable et avec la seconde meilleure attaque.
En 2009, Reynald Pedros devient entraîneur de l'équipe première du SPSHFC. Il fait monter le club en CFA en juin 2010 en tant que meilleur deuxième, avec la meilleure attaque de sa poule. Mais l'équipe redescend aussitôt un an après, à deux points du maintien.

### Maintien en CFA 2 (depuis 2011)
Le club a alors du mal à repartir après un passage difficile devant la DNCG,. Le grand attaquant Miguel Mussard est alors un joueur important de l'effectif. Lors du championnat de CFA 2 2011-2012, le club évolue dans une « poule parisienne » de CFA 2 et demande à changer à l'intersaison. « Saint-Pryvé » bascule alors dans le groupe Est avec de lointains déplacements en Alsace.
En mai 2012, le contrat de trois ans de Reynald Pedros n'est pas reconduit et le jeune Mickaël Ferreira prend l'équipe en main. L’équipe accueille de nombreux joueurs ayant évolué à l’échelon supérieur. Après trois matchs durant l'exercice 2012-2013, l'équipe pointe en 3e position (deux succès, un nul). Pour sa première saison à la tête de l'équipe, Ferreira veut assurer le maintien le plus rapidement possible puis le meilleur possible avec pour but de pérenniser l’équipe fanion au niveau CFA 2. Il fait même mieux : les Loirétains finissent premiers ex-æquo avec Vesoul, mais une différence de but particulière moins bonne que celle de leur alter-ego les prive d’accession.
En 2013-2014, les joueurs de Mickaël Ferreira échouent cette fois-ci aux portes du CFA lors de la dernière journée. Leader avant d'affronter la réserve du Angers SCO, les joueurs s'inclinent 4-3, après avoir mené 3-0, et terminent à la 3e place.
En juin 2014, Laurent Piquemal, président depuis la création du club en 2000, démissionne et laisse sa place à deux coprésidents : Jean-Pierre Augis et Jean-Bernard Legroux. Le club pryvatain est alors le deuxième du département après l'US Orléans (promu en Ligue 2). La saison 2014-2015 voit le club terminé à la 2e place insuffisant pour l'accession en CFA.
Pour la saison 2015-2016, le budget est revu à la hausse pour jouer la montée mais l'équipe ne se maintient qu'à la dernière journée.
Lors de l'exercice suivant, avec une enveloppe réduite de 30% et un des plus petits budgets de sa poule, l'équipe remporte son groupe avec la meilleure attaque de tous les groupes de CFA 2 confondus. Le club est promu dans le nouveau National 2 (ex-CFA) pour la saison 2017-2018, pour la première fois depuis sept ans.

## Résultats sportifs

### Titres et trophées
- Championnat de France amateur 2
  - Champion de groupe en 2017
  - Vice-champion de groupe en 2008, 2010 et 2013
- DH Centre (1)
  - Champion en 2005

### Bilan sportif

#### Championnats
Pendant longtemps, le SPSHFC ne participe qu'au championnat de cinquième division au niveau national, exception faite de la saison 2010-2011 que le club passe difficilement en CFA (D4) 16e.
Depuis 2018, après son titre de champion de CFA2, le club se maintient dans le championnat de Championnat de France National 2.
Le bilan au niveau national est très positif avec 177 victoires en 425 matchs (41 %) dû au fait que l'équipe joue la plupart du temps la montée (six podiums en onze saisons de CFA2).
| Championnat                                   | Saisons | J   | V   | N  | D  | Bp  | Bc  |
| --------------------------------------------- | ------- | --- | --- | -- | -- | --- | --- |
| Championnat de France D1 (Ligue 1)            | 0       | -   | -   | -  | -  | -   | -   |
| Championnat de France D2 (Ligue 2)            | 0       | -   | -   | -  | -  | -   | -   |
| Championnat de France D3 (National)           | 0       | -   | -   | -  | -  | -   | -   |
| Championnat de France D4 (National 2 ou CFA)  | 4       | 113 | 40  | 32 | 41 | 127 | 137 |
| Championnat de France D5 (National 3 ou CFA2) | 11      | 312 | 137 | 82 | 93 | 492 | 381 |

#### Coupe de France
Le club participe à la Coupe de France, créée en 1917 et organisée par la Fédération française de football. Sa meilleure performance est un seizième de finale atteint lors des éditions 2018-2019 et 2019-2020.
En 2005-2006, les Loirétains atteignent une première fois le septième tour et éliminent l'AS Cherbourg (2-1, National). Le parcours s'arrête deux tours plus tard, en 32e-de-finale, contre l'Entente Sannois Saint-Gratien (0-6, National). L'année suivante, l'aventure s'arrête au septième tour et une défaite à domicile contre un adversaire du même niveau l'UAM Cognac (1-2, CFA2). En 2008-2009, le SPSHFC perd aussi au tour no 7 à Orly (4-1). En 2013-2014, le club se hisse une quatrième fois à ce niveau et le passe pour la seconde fois seulement, avec une défaite après prolongations au huitième tour contre les professionnels du SM Caen (0-2 ap, Ligue 2).
L'édition 2018-2019 reste dans les annales du club, avec le premier seizième-de-finale de l'histoire et l'élimination face au futur vainqueur, le Stade rennais. Dans son parcours, après la réception du club guyanais de l'US Matoury (victoire 1-0), l'équipe élimine pour la première fois une équipe professionnelle, l'ES Troyes AC (victoire 3-2). En 32e de finale, le club élimine le FC2A Aurillac (3-1, N3). Au Stade de la Source d'Orléans, devant presque 4 000 spectateurs, St-Pryvé est donc ensuite défait 0-2 pour les Bretons.
Pour la saison 2019-2020, les Loirétains s'impose chez un adversaire de même division Moulins Yzeure Foot au tour 7 (1-2, N2) puis affrontent un autre club de Régional 1 guyanais largement dominé (6-0). En 32e de finale, St-Pryvé St-Hilaire tire le Toulouse FC, dernier de Ligue 1 et obtient le droit de jouer dans son stade du Grand Clos. Les 1 600 spectateurs sont répartis autour de la main courante, à 2,5 m des joueurs. L'équipe s'impose dans les derniers instants et élimine pour la première fois une équipe de première division. Le 6 janvier, le tirage au sort désigne comme adversaire un nouveau club professionnel, l'AS Monaco. Pour des raisons télévisuelles, mais aussi d'affluence espérée, le match fut délocalisé au stade de la Source, enceinte de l'US Orléans. Les perspectives de qualifications furent vite estompées. L'AS Monaco est venu avec son équipe type composée d'internationaux français et étrangers et le trio d’attaquants, Keita Baldé, Wissam Ben Yedder et Aleksandr Golovine mirent le feu dans la défense pryvataine. Les monégasques rentreront au vestiaire à la mi-temps sur le score de 0-3 (doublé de Baldé+ but de Ben Yedder). Le seconde mi-temps fut plus équilibrée, et verra même un but de l’attaquant pryvatain Carnejy Antoine. Le score final de 1-3 et clôt la campagne 2019-2020 de la Coupe de France devant plus de 7300 spectateurs.
| Coupe           | V | F | 1/2 | 1/4 | 1/8 | 1/16 | 1/32 | 8e t. | 7e t. |
| --------------- | - | - | --- | --- | --- | ---- | ---- | ----- | ----- |
| Coupe de France | - | - | -   | -   | -   | 2    | 1    | 1     | 3     |

### Saison par saison
| Bilan saison après saison du St-Pryvé St-Hilaire FC, | Bilan saison après saison du St-Pryvé St-Hilaire FC, | Bilan saison après saison du St-Pryvé St-Hilaire FC, | Bilan saison après saison du St-Pryvé St-Hilaire FC, | Bilan saison après saison du St-Pryvé St-Hilaire FC, | Bilan saison après saison du St-Pryvé St-Hilaire FC, | Bilan saison après saison du St-Pryvé St-Hilaire FC, | Bilan saison après saison du St-Pryvé St-Hilaire FC, | Bilan saison après saison du St-Pryvé St-Hilaire FC, | Bilan saison après saison du St-Pryvé St-Hilaire FC, | Bilan saison après saison du St-Pryvé St-Hilaire FC, | Bilan saison après saison du St-Pryvé St-Hilaire FC, | Bilan saison après saison du St-Pryvé St-Hilaire FC, | Bilan saison après saison du St-Pryvé St-Hilaire FC, |
| Saison                                               | Championnat                                          | Championnat                                          | Championnat                                          | Championnat                                          | Championnat                                          | Championnat                                          | Championnat                                          | Championnat                                          | Championnat                                          | Championnat                                          | Coupe de France                                      | Entraîneurs                                          |                                                      |
| Saison                                               | Division                                             | Class.                                               | Pts                                                  | M                                                    | V                                                    | N                                                    | D                                                    | Bp                                                   | Bc                                                   | Diff                                                 | Coupe de France                                      | Entraîneurs                                          |                                                      |
| ---------------------------------------------------- | ---------------------------------------------------- | ---------------------------------------------------- | ---------------------------------------------------- | ---------------------------------------------------- | ---------------------------------------------------- | ---------------------------------------------------- | ---------------------------------------------------- | ---------------------------------------------------- | ---------------------------------------------------- | ---------------------------------------------------- | ---------------------------------------------------- | ---------------------------------------------------- | ---------------------------------------------------- |
| 1997-1998                                            | D1 Loiret                                            | ?                                                    |                                                      |                                                      |                                                      |                                                      |                                                      |                                                      |                                                      |                                                      |                                                      | Sylvain Bied                                         |                                                      |
| 1998-1999                                            | PL Centre                                            | ?                                                    |                                                      |                                                      |                                                      |                                                      |                                                      |                                                      |                                                      |                                                      |                                                      | Sylvain Bied                                         |                                                      |
| 1999-2000                                            | PH Centre                                            | ?                                                    |                                                      |                                                      |                                                      |                                                      |                                                      |                                                      |                                                      |                                                      |                                                      |                                                      |                                                      |
| Fusion                                               |                                                      |                                                      |                                                      |                                                      |                                                      |                                                      |                                                      |                                                      |                                                      |                                                      |                                                      |                                                      |                                                      |
| 2000-2001                                            | PH Centre                                            |                                                      |                                                      |                                                      |                                                      |                                                      |                                                      |                                                      |                                                      |                                                      |                                                      |                                                      |                                                      |
| 2001-2002                                            | PH Centre                                            | ?                                                    |                                                      |                                                      |                                                      |                                                      |                                                      |                                                      |                                                      |                                                      |                                                      | Fabien Croze                                         |                                                      |
| 2002-2003                                            | DHR Centre                                           | ?                                                    |                                                      |                                                      |                                                      |                                                      |                                                      |                                                      |                                                      |                                                      |                                                      | Fabien Croze                                         |                                                      |
| 2003-2004                                            | DH Centre                                            | 3e/14                                                | 79                                                   | 26                                                   | 16                                                   | 5                                                    | 5                                                    | 54                                                   | 26                                                   | +28                                                  |                                                      | Fabien Croze                                         |                                                      |
| 2004-2005                                            | DH Centre                                            | 1er/14                                               | 88                                                   | 26                                                   | 19                                                   | 5                                                    | 2                                                    | 74                                                   | 22                                                   | +52                                                  |                                                      | Fabien Croze                                         |                                                      |
| 2005-2006                                            | CFA 2 - Gr. G                                        | 6e/16                                                | 72                                                   | 30                                                   | 10                                                   | 12                                                   | 8                                                    | 39                                                   | 34                                                   | +5                                                   | 32e de finale                                        | Fabien Croze                                         |                                                      |
| 2006-2007                                            | CFA 2 - Gr. F                                        | 12e/16                                               | 64                                                   | 30                                                   | 8                                                    | 10                                                   | 12                                                   | 38                                                   | 51                                                   | -13                                                  | 7e tour                                              | Fabien Croze                                         |                                                      |
| 2007-2008                                            | CFA 2 - Gr. F                                        | 2e/16                                                | 83                                                   | 30                                                   | 15                                                   | 8                                                    | 7                                                    | 50                                                   | 31                                                   | +19                                                  |                                                      | Fabien Croze                                         |                                                      |
| 2008-2009                                            | CFA 2 - Gr. G                                        | 8e/17                                                | 77                                                   | 32                                                   | 11                                                   | 12                                                   | 9                                                    | 57                                                   | 45                                                   | +12                                                  | 7e tour                                              | Vincent Bordot                                       |                                                      |
| 2009-2010                                            | CFA 2 - Gr. G                                        | 2e/16                                                | 91                                                   | 30                                                   | 17                                                   | 10                                                   | 3                                                    | 54                                                   | 34                                                   | +20                                                  |                                                      | Reynald Pedros                                       |                                                      |
| 2010-2011                                            | CFA - Gr. D                                          | 16e/17                                               | 68                                                   | 32                                                   | 11                                                   | 3                                                    | 18                                                   | 40                                                   | 53                                                   | -13                                                  |                                                      | Reynald Pedros                                       |                                                      |
| 2011-2012                                            | CFA 2 - Gr. G                                        | 8e/16                                                | 70                                                   | 30                                                   | 11                                                   | 7                                                    | 12                                                   | 40                                                   | 44                                                   | -4                                                   |                                                      | Reynald Pedros                                       |                                                      |
| 2012-2013                                            | CFA 2 - Gr. C                                        | 2e/14                                                | 74                                                   | 26                                                   | 15                                                   | 3                                                    | 8                                                    | 43                                                   | 29                                                   | +14                                                  |                                                      | Mickaël Ferreira                                     |                                                      |
| 2013-2014                                            | CFA 2 - Gr. G                                        | 3e/14                                                | 68                                                   | 26                                                   | 13                                                   | 3                                                    | 10                                                   | 43                                                   | 29                                                   | +14                                                  | 8e tour                                              | Mickaël Ferreira                                     |                                                      |
| 2014-2015                                            | CFA 2 - Gr. B                                        | 2e/14                                                | 67                                                   | 26                                                   | 12                                                   | 5                                                    | 9                                                    | 40                                                   | 25                                                   | +15                                                  | 4e tour                                              | Mickaël Ferreira                                     |                                                      |
| 2015-2016                                            | CFA 2 - Gr. B                                        | 11e/14                                               | 58                                                   | 26                                                   | 8                                                    | 8                                                    | 10                                                   | 34                                                   | 35                                                   | -1                                                   | 7e tour                                              | Baptiste Ridira                                      |                                                      |
| 2016-2017                                            | CFA 2 - Gr. B                                        | 1er/14                                               | 55                                                   | 26                                                   | 17                                                   | 4                                                    | 5                                                    | 54                                                   | 24                                                   | +30                                                  | 6e tour                                              | Baptiste Ridira                                      |                                                      |
| 2017-2018                                            | National 2 - Gr. D                                   | 6e/16                                                | 40                                                   | 30                                                   | 9                                                    | 14                                                   | 7                                                    | 29                                                   | 31                                                   | -2                                                   | 6e tour                                              | Baptiste Ridira                                      |                                                      |
| 2018-2019                                            | National 2 - Gr. D                                   | 7e/16                                                | 44                                                   | 30                                                   | 12                                                   | 8                                                    | 10                                                   | 33                                                   | 27                                                   | +6                                                   | 16e de finale                                        | Baptiste Ridira                                      |                                                      |
| 2019-2020                                            | National 2 - Gr. C                                   | 6e/16                                                | 31                                                   | 21                                                   | 8                                                    | 7                                                    | 6                                                    | 25                                                   | 26                                                   | -1                                                   | 16e de finale                                        | Baptiste Ridira                                      |                                                      |

## Structures du club

### Identité et image

#### Nom et logo
| US St-Hilaire (1966-2000) | US St-Hilaire (1966-2000) | US St-Hilaire (1966-2000) | US St-Hilaire (1966-2000) | US St-Hilaire (1966-2000)            | US St-Hilaire (1966-2000) |  |  | St-Pryvé CFC (1984-2000) | St-Pryvé CFC (1984-2000) | St-Pryvé CFC (1984-2000) | St-Pryvé CFC (1984-2000) | St-Pryvé CFC (1984-2000) | St-Pryvé CFC (1984-2000) |  |  |  |  |  |  |  |  |  |  |  |  |
| US St-Hilaire (1966-2000) | US St-Hilaire (1966-2000) | US St-Hilaire (1966-2000) | US St-Hilaire (1966-2000) | US St-Hilaire (1966-2000)            | US St-Hilaire (1966-2000) |  |  | St-Pryvé CFC (1984-2000) | St-Pryvé CFC (1984-2000) | St-Pryvé CFC (1984-2000) | St-Pryvé CFC (1984-2000) | St-Pryvé CFC (1984-2000) | St-Pryvé CFC (1984-2000) |  |  |  |  |  |  |  |  |  |  |  |  |
|                           |                           |                           |                           |                                      |                           |  |  |                          |                          |                          |                          |                          |                          |  |  |  |  |  |  |  |  |  |  |  |  |
|                           |                           |                           |                           | St-Pryvé St-Hilaire FC (depuis 2000) |                           |  |  |                          |                          |                          |                          |                          |                          |  |  |  |  |  |  |  |  |  |  |  |  |

En 2000, l'« Union Sportive de Saint Hilaire » (créée en 1966) et le « Saint Pryvé Country Football Club » (1984) fusionnent pour donner le « Saint-Pryvé Saint-Hilaire Football Club ».
Depuis 2000, le logotype du club est un cercle blanc dans lequel on peut voir un cours d'eau représentant la Loire en fond. Dans ce rond, le nom du club est inscrit en bleu roi. Au centre, un footballeur est dessiné en train de taper dans un ballon de football.

depuis 2000

#### Historique des couleurs
Les couleurs du club sont, depuis sa création, le bleu. Les équipes sont équipées totalement de cette couleur quand elles jouent à domicile.
|  | Actuel domicile |

### Aspects juridiques et économiques

#### Statut du club et des joueurs
Le club est fondé en 2000 en tant que club sportif, régi par la loi sur les associations établie en 1901. Il est affilié sous le no 48861 à la Fédération française de football. Il appartient de plus à la Ligue du Centre de football et au district du Loiret.
Les joueurs ont soit un statut de joueur amateur, soit de semi-professionnel sous contrat fédéral.

#### Éléments comptables
Lors de la saison 2013-2014, le budget du club est de 350 000 €.
En 2015-2016, l'équipe dirigeante axe le projet sur la montée, en augmentant sensiblement le budget mais le club se sauve lors de la dernière journée. La saison suivante, il est diminué de 30 % (500 000 €, un des plus petits du groupe) et le club obtient la montée en National 2. Pour 2016-2017, il est prévu à 600 000 euros. À l'été 2017, le club entend aussi être « raisonnable » en n'augmentant pas le budget d'une « façon énorme », même si « une subvention un peu plus importante » du conseil départemental est attendue et que « la fédération de football augmente sa dotation de 16 000 € à 55 000 € l'année prochaine » annonce le coprésident du club, Jean-Pierre Augis. Très fier de ses « champions », le maire Thierry Cousin explique ne pas pouvoir augmenter significativement la subvention accordée aujourd'hui. Déjà parmi les plus petites villes représentées en CFA 2, le club garde son rôle de petit poucet et laisse la porte ouverte à d'éventuels nouveaux partenaires pour se renforcer financièrement.
| Saison   | 2013-2014 | 2014-2015 | 2015-2016 | 2016-2017 | 2017-2018  | 2018-2019  | 2019-2020  | 2020-2021  |
| -------- | --------- | --------- | --------- | --------- | ---------- | ---------- | ---------- | ---------- |
| Division | CFA 2     | CFA 2     | CFA 2     | CFA 2     | National 2 | National 2 | National 2 | National 2 |
| Budget   | 350       |           |           | 500       | 600        |            | 700        |            |

### Infrastructures
Le club dispose de trois enceintes accueillant les matchs de ses différentes équipes. Deux à Saint-Pryvé-Saint-Mesmin (stade du Grand Clos et stade de Soulaire) et un à Saint-Hilaire-Saint-Mesmin (stade du Patis).
L'équipe fanion évolue au stade du Grand Clos, dont les terrains appartenaient autrefois aux grands-parents maraîchers de celui qui devient co-président, Jean-Bernard Legroux. Pour la Coupe de France 2005-2006, faute de terrain homologué, l'équipe est contrainte de s'exiler à Fleury-les-Aubrais. En 2017, la montée en National 2 implique quelques investissements afin de respecter les exigences du 4e échelon français (une infirmerie à remettre aux normes et un parking à modifier). Propriétaire du stade, la ville veut investir dans la limite de ses moyens.
Comme presque chaque club à échelle régional ou plus, le club est support d'une section football scolaire. L’objectif de la section sportive est d’amener des jeunes footballeurs à une pratique compétitive de club, au plus haut niveau possible, selon leurs envies et qualités, conjuguée à une réussite scolaire. Depuis septembre 2008, le club de Saint-Pryvé Saint-Hilaire est support d’une classe football 6e/5e au Collège Charles Rivière d’Olivet. En septembre 2010, la classe football s’agrandit à la suite de l’ouverture de sa seconde promotion sur une classe de 4e/3e. Les élèves s’entraînent chaque semaine deux à trois fois. Les séances sont un complètement idéal à leur entraînement en club et permettent aux jeunes de se concentrer sur leur parcours scolaire.

## Personnalités

### Dirigeants
En juin 2014, Laurent Piquemal démissionne de son poste. Il est remplacé par deux co-présidents : Jean-Pierre Augis et Jean-Bernard Legroux. Jean-Pierre Augis déclare que « la démission de Laurent fait suite à un désaccord avec deux autres dirigeants, dont moi, sur des sujets pas forcément liés au foot. C'est un choix personnel qu'il a fait. Cela fait 14 ans qu'on travaillait ensemble, cela s'est fait dans des conditions tout à fait normales ». Jean-Pierre Augis tient également à rassurer les supporters pryvatains : « Cela ne change rien aux objectifs du club. On reste sur la même ligne ».

### Entraîneurs
| Période     | Nom              |
| ----------- | ---------------- |
| 2000-2001   | ?                |
| 2001-2008   | Fabien Croze     |
| 2008-2009   | Vincent Bordot   |
| 2009-2012   | Reynald Pedros   |
| 2012-2016   | Mickaël Ferreira |
| Depuis 2016 | Baptiste Ridira  |

Avant la fusion, Sylvain Bied entraîne l'équipe première de 1997 à 1999.
Fabien Croze est entraîneur de l'équipe première de 2001 à 2008. Il est auparavant gardien de but à Clermont-Ferrand en troisième division notamment puis coach de la réserve de l'USO (DH) et d'Amilly (PH à DH),. Avec lui, l'équipe se hisse de la PH au CFA 2. Il se fait un nom en plaçant le club sur la carte de France du football. Croze prend l'équipe au troisième échelon de la Ligue du Centre (PH). Il obtient deux montées lors des deux premières saisons, en DHR puis Division d'honneur. Deux saisons dans l'élite régional lui suffisent pour hisser le club au niveau national avec une promotion en CFA 2 en 2005. Il maintient ensuite trois saisons le club et le quitte après une seconde place en 2007-2008.
Après une carrière de joueur, Vincent Bordot, titulaire du DEF depuis 2008 épouse le métier d'entraîneur une fois sa carrière de joueur achevée. Il occupe d'abord des fonctions chez les jeunes dans les clubs du Mans FC (1995-1999), Tours FC (2000-2001) et Paris FC (2001-2003 puis 2004-2005) notamment. C'est à Saint-Pryvé-Saint-Hilaire, où il arrive en 2005 et devient entraîneur-joueur de l'équipe première (2007-2009), qu'il se fait un nom. Durant son passage dans le Loiret, il passe son Diplôme d'Entraîneur de Football (DEF). Bordot déclare en 2011 : « J'étais très attaché à ce club. Mais les allers-retours quotidiens en train depuis Montreuil (où il réside) n'étaient plus gérables. J'ai fait un choix de vie ».
En 2009, Reynald Pedros devient entraîneur de l'équipe première du SPSHFC. L'ex-idole nantaise fait monter le club en CFA dès la saison 2009-2010, avant de redescendre aussitôt. En mai 2012, son contrat de trois ans n'est pas reconduit, d'un commun accord avec le président Laurent Piquemal. Son successeur est Mickaël Ferreira.
En 2012, à seulement 29 ans, Mickaël Ferreira est alors l’entraineur des U19 et responsable des jeunes au club pryvatain. Joueur au club jusqu'en 2009, il est passionné très tôt par l'entraînement et déjà titulaire du diplôme d'entraîneur de football (DEF). Son président Laurent Piquemal dit alors de lui : « Il faut bien commencer un jour, non ? On connaît "Micka", lui maîtrise les rouages du club et les jeunes sur lesquels on veut s'appuyer ».
En 2016, Baptiste Ridira est celui choisi pour succéder à Ferreira. Yann Lachuer ou l'entraîneur de l'équipe réserve font partie des postulants mais c'est le conseiller technique au District du Loiret depuis 2008 qui est choisi. Le co-président Augis déclare alors : « C'est un garçon que l'on connaît bien, qui habite Saint-Pryvé, qui a des membres de sa famille dirigeants chez nous et qui a tous ses diplômes ». Au terme de la première saison, l'équipe est sacrée championne de CFA 2 Groupe B. Pour sa première expérience avec une équipe senior, Ridira est élu meilleur entraîneur par les coachs de la poule.

### Joueurs emblématiques

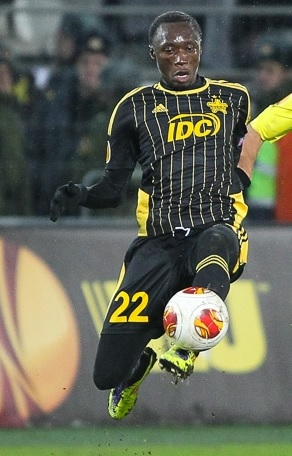
Djibril Paye en 2014, deux ans avant sa venue au SPSHFC.

Après une carrière en Ligue 2, Sylvain Bied vient terminer sa carrière de gardien de but au club en 1997 et commence sa carrière d'entraîneur en même temps.
Cédrik Chagot est professionnel en Ligue 2 au Louhans-Cuiseaux FC dans la seconde moitié des années 1990. En 2000, il s'engage avec l'AS Cannes, qu'il quitte une année après son arrivée, le club étant relégué en fin de saison. Chagot passe ensuite une année de transition à l'USF Le Puy, avant de rebondir en National avec le Valenciennes FC, restant dans cette équipe pendant deux saisons. Il rejoint le Saint-Pryvé Saint-Hilaire FC, avec qui il décroche la promotion en CFA 2 en 2005. Il met un terme à sa carrière professionnelle en 2007 et s'implique ensuite dans le football amateur.
En 2010, Mohamed Larbi et Julien Sourice passent un an au club alors en CFA. Le premier monte ensuite de presque une division par an pour finir par devenir international tunisien tandis que le second met un terme à sa carrière à cause de blessures récurrentes.
À partir de 2011, l'attaquant ivoirien Fabrice Seidou évolue à Saint-Pryvé. Il inscrit notamment treize buts en 25 matchs de CFA 2 la deuxième année et s'engage avec le voisin l'US Orléans dont il prend part à la montée en Ligue 2. Non-conservé après la seconde saison, il revient au SPSHFC qu'il participe à faire remonter en National 2 et devient capitaine de l'équipe.
Formé dans l'agglomération orléanaise, Arnold Abelinti joue deux saisons en trois ans dans le club, inscrivant 28 buts en 49 matchs de CFA 2. En 2016, il quitte le club et devient international guyanais après s'être imposé en quatrième division française.
En 2015, l'international burkinabais Florent Rouamba apporte son expérience de la D1 moldave et des D2 anglaise et française. Il est de la remontée en CFA en 2017.
Professionnel en Moldavie, Djibril Paye devient international guinéen et prend part à la CAN 2015. Un an plus tard, il arrive à St-Pryvé qu'il participe à faire remonter en CFA dès la première saison.
En 2018, après être déjà passé lors de la saison 2008-2009, Julien Delonglée revient dix ans plus tard pour terminer sa carrière.

## Le club dans la culture populaire

### Rivalités locales
| SPSH LB Châteauroux Tours FC Blois Avoine OCC FC Chartres US Orléans AS Gien SMOC Saran FCO Malesherbes |

Localisation des rivaux locaux
À l'échelle des deux villes qu'il représente, le SPSHFC est le seul club de football présent Il ne possède donc pas d'adversaire avec lequel se jouerait le titre honorifique de plus forte équipe de la ville. Du fait de sa situation très proche d'Orléans, le SPSHFC est amené à jouer plusieurs derbys face aux équipes orléanaises comme l'US Orléans, SMOC St-Jean-de-Braye, Saran ou encore FCO St-Jean-le-Blanc. Pour autant, l'équipe première du SPSHFC étant montée rapidement dans les divisions nationales et n'ayant même jamais connu les joutes départementales, ces rencontres ont plutôt lieu avec les équipes réserves ou jeunes.
Le Loiret est le département le plus développé d'un point du vue footballistique de la région Centre-Val de Loire. Dans les équipes plus éloignées qu'Orléans, les Bleus affrontent le SC Malesherbes durant deux saisons (2007 à 2009) de CFA 2. Lors de ses deux années en DH, le SPSHFC croise l'AS Gien, le FCO, Saran et Malesherbes.
Monté en CFA 2, les Loiretains croisent à plusieurs reprises les équipes réserves de la Berrichonne de Châteauroux et du Tours FC ainsi que Blois Football 41 et le FC Chartres avant de monter en CFA. Après cette coupure d'un an, le SPSHFC retrouve ses même adversaires locaux hormis Blois mais avec l'Avoine OCC.